# Gexi (sockenhuvudort i Kina, Jiangxi Sheng, lat 28,46, long 117,46)
Gexi (kinesiska: 葛溪) är en sockenhuvudort i Kina. Den ligger i provinsen Jiangxi, i den sydöstra delen av landet, omkring 160 kilometer öster om provinshuvudstaden Nanchang. Antalet invånare är 19 545. Befolkningen består av 9 148 kvinnor och 10 397 män. Barn under 15 år utgör 24,0 %, vuxna 15-64 år 67 %, och äldre över 65 år 7,0 %.
Runt Gexi är det ganska tätbefolkat, med 230 invånare per kvadratkilometer. Närmaste större samhälle är Nanyan, 7,3 km söder om Gexi. I omgivningarna runt Gexi växer i huvudsak blandskog.
Genomsnittlig årsnederbörd är 2 755 millimeter. Den regnigaste månaden är juni, med i genomsnitt 477 mm nederbörd, och den torraste är oktober, med 35 mm nederbörd.